# OASIS (GACKTの曲)
「OASIS」（オアシス）は、2000年2月16日にGacktが発表した楽曲、及び同曲を収録したシングル。通算4枚目のシングルである。発売元は日本クラウン。

## 概要
- 前作「Mirror」に続く活動再開後2作目のシングル。2週連続リリースの2週目に発売された。

## 収録曲
作詞・作曲：Gackt
1. OASIS (4:44)
この曲が初めて演奏されたライブツアー『Gackt Live Tour 2000 MARS 〜空からの訪問者〜』では、キーを一つ下げ、『Gackt Live Tour 2004 THE SIXTH DAY&THE SEVENTH NIGHT』では、さらにキーを一つ下げ、演奏されている。
後にOVA作品「新・北斗の拳」の主題歌にタイアップされ、3rdアルバム『MOON』に収録されている楽曲「Lu:na」と共に、15thシングル「Lu:na/OASIS」という形で再リリースされた。その時は、出だしのSEがカットされたバージョンで収録されている。
1stアルバム『MARS』には、イントロの一部がカットされているアルバムバージョンが、ベストアルバム『THE SIXTH DAY 〜SINGLE COLLECTION〜』には、イントロとAメロとBメロのボーカルのリテイクを行った再録バージョンが、サウンドトラック『「SLO-PACHINKO GLADIATOR EVOLUTION」 Original Soundtrack』には、キーを二つ下げ、サビのオーバーダブを行った別の再録バージョンが収録。さらに、リミックスアルバム『GACKTracks -ULTRA DJ ReMIX-』は、『「SLO-PACHINKO GLADIATOR EVOLUTION」 Original Soundtrack』の再録バージョンを基にしたリミックスバージョンが収録された。なお、シングルバージョンは、他のどのアルバムにも収録されておらず、本作のみに収録されている。
2. uncertain memory (5:01)
後に、ベストアルバム『THE SEVENTH NIGHT 〜UNPLUGGED〜』にて、アコースティックバージョンで収録された。なお、シングルバージョンは、他のどのアルバムにも収録されておらず、本作のみに収録されているが、『Gackt Live Tour 2000 MARS 〜空からの訪問者〜』では、アルバム未収録曲ながら、この楽曲が演奏されている。
3. OASIS (Instrumental) (4:43)
4. uncertain memory (Instrumental) (4:54)
B面のインストゥルメンタルが収録されているのは、今作が初。

## 収録アルバム
- MARS (#1,アルバムバージョン)
- THE SIXTH DAY 〜SINGLE COLLECTION〜 (#1,再録バージョン)
- THE SEVENTH NIGHT 〜UNPLUGGED〜 (#2,アコースティックバージョン)
- 「SLO-PACHINKO GLADIATOR EVOLUTION」 Original Soundtrack (#1,再録バージョン)
- GACKTracks -ULTRA DJ ReMIX- (#1,リミックスバージョン)